# Adolfo Baloncieri
Adolfo Baloncieri (Castelceriolo, 27 luglio 1897 – Genova, 23 luglio 1986) è stato un allenatore di calcio e calciatore italiano, di ruolo centrocampista o attaccante.
È stato spesso indicato dalla critica come uno dei più grandi calciatori della sua epoca Gianni Brera lo considerava il miglior interno di tutti i tempi al pari di Giuseppe Meazza e Valentino Mazzola, e Carlo Felice Chiesa ha scritto nel 2010: «Se fosse possibile una graduatoria assoluta dei grandi registi del calcio mondiale di ogni epoca, probabilmente Adolfo Baloncieri, atleta di un tempo tanto remoto rispetto al nostro, finirebbe tra i primi, se non il primo in assoluto». Fu l'ultimo superstite della spedizione azzurra di calcio alle Olimpiadi del 1920.

## Biografia
Adolfo Baloncieri era nato a Castelceriolo, sobborgo di Alessandria, da una famiglia originaria di Caselle Torinese. Durante l'infanzia visse per dodici anni con la famiglia in Argentina, a Rosario, e qui venne in contatto col mondo del calcio all'età di nove anni. Desideroso di dedicarsi allo sport, non completò gli studi di ragioneria.
Tornato in Italia, entrò nelle giovanili dell'Alessandria nel 1913; debuttò in prima squadra nel 1914, a 17 anni, prima che la Grande Guerra costringesse al blocco delle competizioni. Durante il conflitto fu al fronte come artigliere. Alla ripresa delle attività si distinse tra i calciatori più celebri degli anni 20; ottenne importanti successi col Torino, con cui vinse due titoli nazionali (uno revocato per il "Caso Allemandi"). Nel 1930 fu nominato Cavaliere della Corona d'Italia su proposta del presidente della Federcalcio Leandro Arpinati. Smise di giocare nel 1931; interessato alla crescita dei giovani atleti, s'impegnò attivamente per la creazione del settore giovanile granata. Divenne poi allenatore, conoscendo alterne fortune.
Il fratello maggiore Mario fu calciatore dilettante nell'Alessandrina e poi giornalista, mentre il cugino Guglielmo Brezzi, morto in giovane età, fu suo compagno di squadra nell'Alessandria e in Nazionale. Fu colpito da altri lutti per via delle premature dipartite del fratello Carlo, annegato a Finale Ligure nell'agosto 1933, e del figlio Bruno, morto dodicenne nel 1945. Con la figlia Flora, insegnante, e una sorella visse a Genova negli ultimi anni. Morì nel 1986, pochi giorni prima di compiere 89 anni, per una broncopolmonite.

## Caratteristiche tecniche

### Giocatore
«Mezzala goleador di limpidissimo stile», veniva lodato da Gianni Brera per la «nevrile eleganza», il «genio» e l'«istinto goleadoristico». Lo stesso Brera lo definì «il più classico prodotto del calcio italiano negli anni 20 e uno dei più classici di sempre».
Franco Ossola junior scrisse su di lui: «Sapeva fare veramente di tutto: impostare, dettare i tempi dell'azione, scattare, dribblare, contrastare e andare, a volte meravigliosamente in gol». «Capace di dare nerbo non solo alla sua, ma anche all'altrui azione» è considerato da molti critici «il primo vero, autentico regista del nostro calcio». Per Antonio Ghirelli aveva «il senso della manovra, la percezione del movimento, l'intuito della posizione, la rapidità del tiro».
Renato Casalbore sottolineò che, forte della sua esperienza di vita in Argentina, esportò nel nostro calcio elementi stilistici tipici dei giocatori sudamericani inediti nel gioco all'italiana, come il tocco elegante, il virtuosismo, l'arte della manovra. «Con la sua andatura caratteristica - scrisse Vittorio Pozzo - scattava dalla posizione arretrata che è solito assumere, sguasciava via all'avversario, ed un suo tocco della palla generava un attacco, inscenava un'avanzata».

### Allenatore
Divenuto allenatore durante la transizione da metodo a sistema, ma memore della piramide, Baloncieri si era posto il problema «di ridare alle ali la funzione offensiva; tatticamente conservare la bellezza stilistica spettacolare del gioco ed impedire che questo precipiti o degeneri in un balbettante linguaggio di dissolvimento tecnico».
Il gioco del Liguria 1938-1939, da lui allenato, osservato durante la partita del 1º gennaio 1939 contro il Torino, fu così descritto da Vittorio Pozzo: «tutto penetrazione, tutto spirito pratico questo giuoco, che ha per base il tenere la palla il meno possibile e lo sfruttare l'opera delle ali il più possibile».

## Carriera

### Giocatore

#### Club

##### Alessandria (1914-1925)
Dopo aver militato nella Juventus, formazione amatoriale alessandrina, esordì a 17 anni nella prima squadra dell'Alessandria; per diverso tempo si è indicato come giorno del suo debutto il 28 marzo 1915: in quell'occasione l'allenatore George Arthur Smith lo schierò all'ala sinistra, in sostituzione dell'infortunato Bosio, contro il Milan. La partita, decisiva per l'esito del girone semifinale del campionato 1914-1915, terminò 0-0. Nel 2010 il giornalista Ugo Boccassi ha invece anticipato la data del debutto al 6 dicembre 1914, in Alessandria-Andrea Doria (2-2): Baloncieri giocò per sopperire all'assenza di Dellacasa, in una partita non brillante della linea d'attacco dell'Alessandria. In seguito allo scoppio della guerra, la società interruppe temporaneamente le attività.
Durante il periodo di guerra Baloncieri, come altri giocatori dell'Alessandria, disputò alcune partite amichevoli con l'Unione Sportiva Alessandrina, squadra dilettantistica sorta in quel periodo per sopperire all'assenza di società calcistiche in città. Ritornò tra i grigi nella primavera 1919, in occasione della Coppa Brezzi, competizione organizzata dalla stessa società e vinta superando Valenzana, Juventus e Casale.
Negli anni seguenti l'Alessandria disputò campionati nazionali di buon livello, senza mai riuscire a vincere il titolo, ma sfiorando le finali per tre volte (1920, 1922 e 1923) e raggiungendole nel 1921, quando fu sconfitta dalla Pro Vercelli. Baloncieri, che faceva parte di un famoso trio di centrocampo con Guglielmo Brezzi e Carlo Carcano, contribuì con continuità al conseguimento di questi risultati, segnando, a seconda delle fonti, tra le 72 e le 75 reti, dato che lo colloca al quarto posto tra i giocatori più prolifici in maglia cinerina.
Nell'estate 1923 fu aggregato alla rosa del Genoa per la tournée sudamericana che vide i rossoblu impegnati tra l'altro contro la nazionale uruguaiana e quella argentina.
Sebbene fosse ormai considerato il simbolo della squadra alessandrina, secondo diverse fonti attorno al 1925 il suo rapporto con la società era prossimo ad incrinarsi. Chiesa riporta che «l'Alessandria», dove era «costretto a fare la vedette», «ormai gli andava stretta». Certo furono avviate segretamente trattative per la sua cessione al Torino del conte Marone Cinzano; i granata offrirono la cifra, fra le più alte per l'epoca, di 70 000 lire. La dirigenza dell'Alessandria accettò, e il presidente Ronza si giustificò con i tifosi amareggiati esclamando «Non è il caso di disperare, abbiamo ceduto un vecchio ronzino».
Il rapporto con dirigenza e tifosi dell'Alessandria si sarebbe riallacciato solo nel 1929, quando nell'amichevole per l'inaugurazione nel nuovo stadio Hardturm di Zurigo contro il Grasshoppers Baloncieri avrebbe accettato d'indossare nuovamente la maglia grigia.

##### Torino (1925-1932)

Baloncieri (a sinistra) con Libonatti e Rossetti.

Quello di Baloncieri al Torino fu, per la cifra e per il valore del giocatore, uno dei primi trasferimenti clamorosi nella storia del calciomercato italiano, assieme a quelli di De Vecchi dal Milan al Genoa e di Rosetta dalla Pro Vercelli alla Juventus.
Nel Torino Baloncieri andò a far parte con Julio Libonatti e Gino Rossetti del cosiddetto «Trio delle Meraviglie», terzetto offensivo «a dir poco irresistibile» all'interno di un modulo «prettamente danubiano», in cui anche il centravanti Libonatti contribuiva alle incursioni in area avversaria dei compagni di reparto.
Secondo Ossola il Torino, con l'innesto di Baloncieri, fece «un salto di qualità eccezionale». La squadra granata vinse il campionato 1926-1927, superando le più accreditate Bologna e Juventus, per poi vederselo revocare dalla Federcalcio per il "Caso Allemandi"; Baloncieri considerò la sottrazione del titolo il rimpianto più grande della sua carriera e, denunciando in prima persona presunti lati oscuri dell'indagine, dichiarò che «il dilemma venne risolto in maniera sbrigativa».
L'anno successivo il Torino si ripeté; il 5 febbraio 1928 Baloncieri segnò sette reti nel 14-0 con cui i granata sconfissero la Reggiana, record non più eguagliato o superato da nessun giocatore granata. Avendo segnato in totale 100 gol con la maglia del Torino, si trova al nono posto della classifica dei marcatori di tutti i tempi. Vestì i colori del club torinese fino alla fine della carriera, datata 1932.

#### Nazionale

Baloncieri con la maglia della Nazionale.

Casalbore sottolineò che, all'ingresso di Baloncieri in Nazionale, questa compì un decisivo «salto di qualità», passando dall'epoca precedente, definita dello «sbaraglio» che trovava il suo massimo esponente nell'irruento Giuseppe Milano, ad un gioco più ordinato e ragionato: Baloncieri era pertanto definito «un riformatore».
Debuttò nel 1920, a Genova, contro i Paesi Bassi (1-1); il 2 marzo 1930, assieme a Umberto Caligaris, superò per numero di presenze il primatista dell'epoca Renzo De Vecchi (43 gare in azzurro). Raggiunse le 47 gare e mantenne questo record per meno di un anno, poiché sarebbe stato migliorato dallo stesso Caligaris il 25 gennaio 1931. Resistette più a lungo il primato di azzurro a portare più volte la fascia di capitano (28 gare), battuto da Giacinto Facchetti l'11 giugno 1970. Furono famosi, all'epoca, i suoi "duelli" con il portiere della Spagna Ricardo Zamora; fu il primo azzurro a segnargli una rete, il 29 maggio 1927, nella gara inaugurale dello Stadio Littoriale di Bologna.
L'apice della sua esperienza decennale in Nazionale fu alle Olimpiadi di Amsterdam nel 1928, le terze e ultime a cui partecipò; fino al 1960 fu l'unico ad aver segnato in tre Olimpiadi consecutive, quando questo primato venne condiviso con il britannico Jim Lewis. Secondo Ermanno Aebi queste «levarono sugli scudi Baloncieri come il miglior attaccante europeo del Torneo». L'Italia vinse la medaglia di bronzo, ottenendo il primo risultato di prestigio a livello internazionale. Questo successo giunse peraltro dopo un periodo in cui la titolarità di Baloncieri in Nazionale era stata messa in discussione, in particolare dopo un'amichevole persa l'anno prima a Bologna contro l'Austria, nell'anniversario della fine della Grande Guerra.

### Allenatore

#### Le prime esperienze
In un'intervista del 1932 dichiarò di aver avuto esperienze da trainer sin dagli anni Venti, allenando l'Alessandria nella stagione 1924-1925 (anno in cui altre fonti danno come allenatore l'ungherese Gonda), seguendo la preparazione di «ben cinque squadre di Macerata e dintorni» nell'estate 1927 e occupandosi attivamente della creazione, nel 1928, della formazione giovanile del Torino, chiamata in suo onore Balon Boys e allenata da Karl Stürmer. Dalle giovanili granata di quel periodo passarono in prima squadra e militarono in Serie A diversi giocatori (Bo, Lorini, Rosso, Borel I).
Cresciuto calcisticamente alla scuola alessandrina di George Smith, ne portò avanti le istanze, mostrando interesse in particolare per la crescita dei giovani calciatori; oltre a quelli già citati, durante la sua carriera lanciò, tra gli altri Luigi Cassano e Michele Borelli ad Alessandria e Carlo Alberto Quario a Napoli.
Debuttò nel 1932 alla Comense, in Serie B, conquistando un buon sesto posto finale; Baloncieri scese in campo in tre occasioni, quando la rosa fu ridotta all'osso da infortuni e squalifiche. Nella stagione successiva la squadra lariana chiuse quarta nel suo girone, sfiorando l'ammissione alle finali per la promozione in A.
Al termine del campionato Baloncieri passò al Milan, in massima serie; la formazione rossonera, per esigenze di bilancio, affidò a Baloncieri una rosa giovane e italiana (definita da Leone Boccali «strapaesana»); l'allenatore la condusse in due tornei alla media classifica. Durante la terza stagione il neoeletto presidente rossonero Emilio Colombo, rilevando la mancanza di un salto di qualità nella crescita della squadra, lo esonerò; Baloncieri concluse dunque il campionato di Serie A 1936-1937 al Novara, che retrocesse tra i cadetti al termine della stagione.

#### Il Liguria, il Napoli e i tornei di guerra
Approdato al Liguria nel 1937, ottenne importanti risultati nella stagione 1938-1939; la squadra, «data per spacciata in partenza», fu artefice di un campionato al vertice e duellò per il titolo col forte Bologna. Il merito di Baloncieri, scrisse Eugenio Danese, fu l'«aver inoculato nella sua squadra, egli giocatore di attacco, la manovra offensiva». La squadra declinò poi nel girone di ritorno, secondo Chiesa, per l'assenza di un attaccante prolifico, ma chiuse quinta, piazzamento al di là di ogni previsione iniziale.
Al termine di quel torneo Baloncieri era considerato «il tecnico del momento»; l'anno successivo lasciò però la squadra genovese in aperta polemica con la dirigenza, a causa di un dissidio legato alla cessione del giocatore Cassano: il suo acquisto (10 000 lire) era stato finanziato in primis dall'allenatore, e la sua vendita al Napoli portò 100 000 lire senza che a Baloncieri fosse stato riconosciuto un premio per il rischio corso in proprio. Proprio la squadra partenopea, che aveva già manifestato l'intenzione d'ingaggiarlo nel 1932, si affrettò ad assumerlo: divenne il quarto allenatore italiano della storia azzurra dopo Terrile, Mattea e Iodice. La stagione non fu brillante, e Baloncieri fu esonerato ai due terzi di campionato, con la squadra partenopea in piena zona retrocessione.
Tornò dunque al Liguria, con cui ottenne una promozione in massima serie e una salvezza, l'anno successivo. Nel 1942 Baloncieri fu ricondotto ad Alessandria dal nuovo presidente Pietro Mignone. Allenò i grigi nel campionato di Serie B 1942-1943 e nel Campionato Alta Italia 1944, due tornei resi difficili dagli avvenimenti legati all'evento bellico, che ridussero la rosa e complicarono notevolmente lo svolgimento delle partite. Il 23 aprile 1944, per evitare ai suoi uomini ridotti in dieci la sconfitta a tavolino, scese in campo, a 46 anni, da titolare a Torino, contro i granata, in una gara persa 0-7.

#### Il dopoguerra, tra Italia e Svizzera
Nel dopoguerra tornò ad allenare il Milan durante la Divisione Nazionale 1945-1946, in collaborazione col direttore tecnico Antonio Busini; non fu confermato per la successiva Serie A, malgrado un buon campionato, e si trasferì al Chiasso, in terza serie svizzera, con cui ottenne una promozione. Negli anni successivi tornò ad allenare in due occasioni i rossoblù elvetici, conducendoli al terzo posto in Lega Nazionale A nel 1951-1952, e alla vittoria della Lega Nazionale B nel 1961-1962.
Fu inoltre per tre stagioni l'allenatore della Sampdoria dell'attacco «atomico» Baldini-Bassetto, ricordata per un quinto posto (1948-1949) rimasto per oltre un decennio il miglior risultato dei blucerchiati in Serie A. Tornò sulla panchina blucerchiata nel 1958, subentrando a William Dodgin e conducendo la squadra alla salvezza.
Nel 1950 fu ingaggiato dalla Roma; conobbe difficoltà a interagire con i tre neo-acquisti svedesi Sune Andersson, Sundqvist e Knut Nordahl e rimediò l'esonero dopo quindici giornate di campionato; dell'esperienza il giornalista Vittorio Finizio scrisse che fu «presto silurato a favore del più energico Pietro Serantoni. Ma il "duro" non ottenne risultati migliori del "molle"». La squadra giallorossa al termine del campionato retrocesse in Serie B per la prima volta nella sua storia.
Nel 1954 fu assunto dal Palermo, in Serie B; venne sbrigativamente esonerato dalla dirigenza rosanera dopo appena cinque giornate, a causa di un deludente inizio di campionato, e sostituito da Mario Sperone.

## Statistiche

### Presenze e reti nei club
| Stagione           | Squadra            | Campionato         | Campionato | Campionato | Coppe nazionali | Coppe nazionali | Coppe nazionali | Totale | Totale |
| Stagione           | Squadra            | Comp               | Pres       | Reti       | Comp            | Pres            | Reti            | Pres   | Reti   |
| ------------------ | ------------------ | ------------------ | ---------- | ---------- | --------------- | --------------- | --------------- | ------ | ------ |
| 1914-1915          | Alessandria        | 1ª Cat             | 2          | 0          | –               | –               | –               | 2      | 0      |
| 1919-1920          | Alessandria        | 1ª Cat             | 20         | 12         | –               | –               | –               | 20     | 12     |
| 1920-1921          | Alessandria        | 1ª Cat             | 15+1       | 11+1       | –               | –               | –               | 15+1   | 11+1   |
| 1921-1922          | Alessandria        | 1ª Div             | 21         | 15         | –               | –               | –               | 21     | 15     |
| 1922-1923          | Alessandria        | 1ª Div             | 21+1       | 11         | –               | –               | –               | 21+1   | 11     |
| 1923-1924          | Alessandria        | 1ª Div             | 21         | 13         | –               | –               | –               | 21     | 13     |
| 1924-1925          | Alessandria        | 1ª Div             | 20         | 12         | –               | –               | –               | 20     | 12     |
| 1925-1926          | Torino             | 1ª Div             | 22         | 20         | –               | –               | –               | 22     | 20     |
| 1926-1927          | Torino             | DN                 | 27         | 17         | CI              | 2               | 4               | 29     | 21     |
| 1927-1928          | Torino             | DN                 | 34         | 31         | –               | –               | –               | 34     | 31     |
| 1928-1929          | Torino             | DN                 | 28         | 13         | –               | –               | –               | 28     | 13     |
| 1929-1930          | Torino             | A                  | 32         | 10         | –               | –               | –               | 32     | 10     |
| 1930-1931          | Torino             | A                  | 30         | 4          | –               | –               | –               | 30     | 4      |
| 1931-1932          | Torino             | A                  | 19         | 2          | –               | –               | –               | 19     | 2      |
| Totale Torino      | Totale Torino      | Totale Torino      | 192        | 97         | –               | 2               | 4               | 194    | 101    |
| 1932-1933          | Comense            | B                  | 3          | 0          | –               | –               | –               | 3      | 0      |
| 1944               | Alessandria        | DN                 | 1          | 0          | –               | –               | –               | 1      | 0      |
| Totale Alessandria | Totale Alessandria | Totale Alessandria | 121+2      | 74+1       | –               | –               | –               | 123    | 75     |
| Totale carriera    | Totale carriera    | Totale carriera    | 318        | 172        | –               | 2               | 4               | 320    | 176    |

### Cronologia presenze e reti in nazionale
| Cronologia completa delle presenze e delle reti in nazionale ― Italia | Cronologia completa delle presenze e delle reti in nazionale ― Italia | Cronologia completa delle presenze e delle reti in nazionale ― Italia | Cronologia completa delle presenze e delle reti in nazionale ― Italia | Cronologia completa delle presenze e delle reti in nazionale ― Italia | Cronologia completa delle presenze e delle reti in nazionale ― Italia | Cronologia completa delle presenze e delle reti in nazionale ― Italia | Cronologia completa delle presenze e delle reti in nazionale ― Italia |
| Data                                                                  | Città                                                                 | In casa                                                               | Risultato                                                             | Ospiti                                                                | Competizione                                                          | Reti                                                                  | Note                                                                  |
| --------------------------------------------------------------------- | --------------------------------------------------------------------- | --------------------------------------------------------------------- | --------------------------------------------------------------------- | --------------------------------------------------------------------- | --------------------------------------------------------------------- | --------------------------------------------------------------------- | --------------------------------------------------------------------- |
| 13-5-1920                                                             | Genova                                                                | Italia                                                                | 1 – 1                                                                 | Paesi Bassi                                                           | Amichevole                                                            | -                                                                     |                                                                       |
| 28-8-1920                                                             | Gand                                                                  | Egitto                                                                | 1 – 2                                                                 | Italia                                                                | Olimpiadi 1920 - Turno eliminatorio                                   | 1                                                                     |                                                                       |
| 29-8-1920                                                             | Anversa                                                               | Francia                                                               | 3 – 1                                                                 | Italia                                                                | Olimpiadi 1920 - Quarti di finale                                     | -                                                                     |                                                                       |
| 2-9-1920                                                              | Anversa                                                               | Spagna                                                                | 2 – 0                                                                 | Italia                                                                | Olimpiadi 1920 - Consolazione semifinale                              | -                                                                     |                                                                       |
| 20-2-1921                                                             | Marsiglia                                                             | Francia                                                               | 1 – 2                                                                 | Italia                                                                | Amichevole                                                            | -                                                                     |                                                                       |
| 26-2-1922                                                             | Torino                                                                | Italia                                                                | 1 – 1                                                                 | Cecoslovacchia                                                        | Amichevole                                                            | 1                                                                     |                                                                       |
| 21-5-1922                                                             | Milano                                                                | Italia                                                                | 4 – 2                                                                 | Belgio                                                                | Amichevole                                                            | 2                                                                     |                                                                       |
| 3-12-1922                                                             | Bologna                                                               | Italia                                                                | 2 – 2                                                                 | Svizzera                                                              | Amichevole                                                            | -                                                                     |                                                                       |
| 4-3-1923                                                              | Genova                                                                | Italia                                                                | 0 – 0                                                                 | Ungheria                                                              | Amichevole                                                            | -                                                                     |                                                                       |
| 15-4-1923                                                             | Vienna                                                                | Austria                                                               | 0 – 0                                                                 | Italia                                                                | Amichevole                                                            | -                                                                     |                                                                       |
| 27-5-1923                                                             | Praga                                                                 | Cecoslovacchia                                                        | 5 – 1                                                                 | Italia                                                                | Amichevole                                                            | -                                                                     |                                                                       |
| 9-3-1924                                                              | Milano                                                                | Italia                                                                | 0 – 0                                                                 | Spagna                                                                | Amichevole                                                            | -                                                                     |                                                                       |
| 6-4-1924                                                              | Budapest                                                              | Ungheria                                                              | 7 – 1                                                                 | Italia                                                                | Amichevole                                                            | -                                                                     |                                                                       |
| 25-5-1924                                                             | Colombes                                                              | Italia                                                                | 1 – 0                                                                 | Spagna                                                                | Olimpiadi 1924 - Qualificazione                                       | -                                                                     | Cap.                                                                  |
| 29-5-1924                                                             | Parigi                                                                | Lussemburgo                                                           | 0 – 2                                                                 | Italia                                                                | Olimpiadi 1924 - Ottavi di finale                                     | 1                                                                     |                                                                       |
| 2-6-1924                                                              | Parigi                                                                | Svizzera                                                              | 2 – 1                                                                 | Italia                                                                | Olimpiadi 1924 - Quarti di finale                                     | -                                                                     | Cap.                                                                  |
| 16-11-1924                                                            | Milano                                                                | Italia                                                                | 2 – 2                                                                 | Svezia                                                                | Amichevole                                                            | -                                                                     |                                                                       |
| 22-3-1925                                                             | Torino                                                                | Italia                                                                | 7 – 0                                                                 | Francia                                                               | Amichevole                                                            | 2                                                                     |                                                                       |
| 14-6-1925                                                             | Valencia                                                              | Spagna                                                                | 1 – 0                                                                 | Italia                                                                | Amichevole                                                            | -                                                                     | Cap.                                                                  |
| 18-6-1925                                                             | Lisbona                                                               | Portogallo                                                            | 1 – 0                                                                 | Italia                                                                | Amichevole                                                            | -                                                                     | Cap.                                                                  |
| 8-11-1925                                                             | Budapest                                                              | Ungheria                                                              | 1 – 1                                                                 | Italia                                                                | Amichevole                                                            | -                                                                     |                                                                       |
| 17-1-1926                                                             | Torino                                                                | Italia                                                                | 3 – 1                                                                 | Cecoslovacchia                                                        | Amichevole                                                            | -                                                                     |                                                                       |
| 21-3-1926                                                             | Torino                                                                | Italia                                                                | 3 – 0                                                                 | Irlanda                                                               | Amichevole                                                            | 1                                                                     | Cap.                                                                  |
| 18-4-1926                                                             | Zurigo                                                                | Svizzera                                                              | 1 – 1                                                                 | Italia                                                                | Amichevole                                                            | -                                                                     | Cap.                                                                  |
| 30-1-1927                                                             | Ginevra                                                               | Svizzera                                                              | 1 – 5                                                                 | Italia                                                                | Amichevole                                                            | 3                                                                     |                                                                       |
| 20-2-1927                                                             | Milano                                                                | Italia                                                                | 2 – 2                                                                 | Cecoslovacchia                                                        | Amichevole                                                            | 1                                                                     | Cap.                                                                  |
| 17-4-1927                                                             | Torino                                                                | Italia                                                                | 3 – 1                                                                 | Portogallo                                                            | Amichevole                                                            | 1                                                                     | Cap.                                                                  |
| 24-4-1927                                                             | Parigi                                                                | Francia                                                               | 3 – 3                                                                 | Italia                                                                | Amichevole                                                            | -                                                                     | Cap.                                                                  |
| 29-5-1927                                                             | Bologna                                                               | Italia                                                                | 2 – 0                                                                 | Spagna                                                                | Amichevole                                                            | 1                                                                     | Cap.                                                                  |
| 23-10-1927                                                            | Praga                                                                 | Cecoslovacchia                                                        | 2 – 2                                                                 | Italia                                                                | Coppa Internazionale 1927-1930                                        | -                                                                     | Cap.                                                                  |
| 6-11-1927                                                             | Bologna                                                               | Italia                                                                | 0 – 1                                                                 | Austria                                                               | Coppa Internazionale 1927-1930                                        | -                                                                     | Cap.                                                                  |
| 25-3-1928                                                             | Roma                                                                  | Italia                                                                | 4 – 3                                                                 | Ungheria                                                              | Coppa Internazionale 1927-1930                                        | -                                                                     | Cap.                                                                  |
| 15-4-1928                                                             | Oporto                                                                | Portogallo                                                            | 4 – 1                                                                 | Italia                                                                | Amichevole                                                            | -                                                                     | Cap.                                                                  |
| 22-4-1928                                                             | Gijón                                                                 | Spagna                                                                | 1 – 1                                                                 | Italia                                                                | Amichevole                                                            | -                                                                     | Cap.                                                                  |
| 29-5-1928                                                             | Amsterdam                                                             | Francia                                                               | 3 – 4                                                                 | Italia                                                                | Olimpiadi 1928 - Ottavi di finale                                     | 1                                                                     | Cap.                                                                  |
| 1-6-1928                                                              | Amsterdam                                                             | Spagna                                                                | 1 – 1 dts                                                             | Italia                                                                | Olimpiadi 1928 - Quarti di finale                                     | 1                                                                     | Cap.                                                                  |
| 4-6-1928                                                              | Amsterdam                                                             | Spagna                                                                | 1 – 7                                                                 | Italia                                                                | Olimpiadi 1928 - Quarti di finale (ripetizione)                       | 1                                                                     | Cap.                                                                  |
| 7-6-1928                                                              | Amsterdam                                                             | Uruguay                                                               | 3 – 2                                                                 | Italia                                                                | Olimpiadi 1928 - Semifinale                                           | 1                                                                     | Cap.                                                                  |
| 9-6-1928                                                              | Amsterdam                                                             | Egitto                                                                | 3 – 11                                                                | Italia                                                                | Olimpiadi 1928 - Finale 3º Posto                                      | 2                                                                     | Cap.                                                                  |
| 14-10-1928                                                            | Zurigo                                                                | Svizzera                                                              | 2 – 3                                                                 | Italia                                                                | Coppa Internazionale 1927-1930                                        | 1                                                                     | Cap.                                                                  |
| 11-11-1928                                                            | Roma                                                                  | Italia                                                                | 2 – 2                                                                 | Austria                                                               | Amichevole                                                            | -                                                                     | Cap.                                                                  |
| 2-12-1928                                                             | Milano                                                                | Italia                                                                | 3 – 2                                                                 | Paesi Bassi                                                           | Amichevole                                                            | 1                                                                     | Cap.                                                                  |
| 1-12-1929                                                             | Milano                                                                | Italia                                                                | 6 – 1                                                                 | Portogallo                                                            | Amichevole                                                            | 1                                                                     | Cap.                                                                  |
| 2-3-1930                                                              | Francoforte sul Meno                                                  | Germania                                                              | 0 – 2                                                                 | Italia                                                                | Amichevole                                                            | 1                                                                     | Cap.                                                                  |
| 6-4-1930                                                              | Amsterdam                                                             | Paesi Bassi                                                           | 1 – 1                                                                 | Italia                                                                | Amichevole                                                            | 1                                                                     | Cap.                                                                  |
| 11-5-1930                                                             | Budapest                                                              | Ungheria                                                              | 0 – 5                                                                 | Italia                                                                | Coppa Internazionale 1927-1930                                        | -                                                                     | Cap.                                                                  |
| 22-6-1930                                                             | Bologna                                                               | Italia                                                                | 2 – 3                                                                 | Spagna                                                                | Amichevole                                                            | -                                                                     | Cap.                                                                  |
| Totale                                                                |                                                                       | Presenze (53º posto)                                                  | 47                                                                    |                                                                       | Reti (6º posto)                                                       | 25                                                                    |                                                                       |

### Statistiche da allenatore
| Stagione           | Squadra            | Campionato         | Campionato | Campionato | Campionato | Campionato | Campionato | Coppe nazionali | Coppe nazionali | Coppe nazionali | Coppe nazionali | Coppe nazionali | Totale | Totale | Totale | Totale | % Vittorie |
| Stagione           | Squadra            | Serie              | G          | V          | N          | P          | Piazz.     | Comp            | G               | V               | N               | P               | G      | V      | N      | P      | %          |
| ------------------ | ------------------ | ------------------ | ---------- | ---------- | ---------- | ---------- | ---------- | --------------- | --------------- | --------------- | --------------- | --------------- | ------ | ------ | ------ | ------ | ---------- |
| 1932-1933          | Comense            | B                  | 32         | 15         | 4          | 13         | 6º         | –               | –               | –               | –               | -               | 32     | 15     | 4      | 13     | 46,88      |
| 1933-1934          | Comense            | B                  | 24         | 12         | 4          | 8          | 4º         | –               | –               | –               | –               | –               | 24     | 12     | 4      | 8      | 50,00      |
| Totale Comense     | Totale Comense     | Totale Comense     | 56         | 27         | 8          | 21         | –          | –               | –               | –               | –               | -               | 56     | 27     | 8      | 21     | 48,21      |
| 1934-1935          | Milan              | A                  | 30         | 8          | 11         | 11         | 10º        | –               | –               | –               | –               | –               | 30     | 8      | 11     | 11     | 26,67      |
| 1935-1936          | Milan              | A                  | 30         | 10         | 8          | 12         | 8º         | CI              | 4               | 3               | 0               | 1               | 34     | 13     | 8      | 13     | 38,24      |
| set.-nov. 1936     | Milan              | A                  | 10         | 3          | 4          | 3          | sost.      | CI              | –               | –               | –               | –               | 10     | 3      | 4      | 3      | 30,00      |
| dic. 1936-1937     | Novara             | A                  | 20         | 6          | 4          | 10         | sub.15º    | CI              | 1               | 0               | 0               | 1               | 21     | 6      | 4      | 11     | 28,57      |
| 1937-1938          | Liguria            | A                  | 30         | 8          | 8          | 14         | 11º        | CI              | 4               | 1               | 2               | 1               | 34     | 9      | 10     | 15     | 26,47      |
| 1938-1939          | Liguria            | A                  | 30         | 12         | 7          | 11         | 6º         | CI              | 1               | 0               | 0               | 1               | 31     | 12     | 7      | 12     | 38,71      |
| 1939-feb. 1940     | Napoli             | A                  | 21         | 5          | 4          | 12         | 14º        | CI              | 1               | 1               | 0               | 0               | 22     | 6      | 4      | 12     | 27,27      |
| 1940-1941          | Liguria            | B                  | 34         | 22         | 5          | 7          | 1º         | CI              | 3               | 2               | 0               | 1               | 37     | 24     | 5      | 8      | 64,86      |
| 1941-1942          | Liguria            | A                  | 30         | 10         | 7          | 13         | 11º        | CI              | 1               | 0               | 0               | 1               | 31     | 10     | 7      | 14     | 32,26      |
| Totale Liguria     | Totale Liguria     | Totale Liguria     | 124        | 52         | 27         | 45         | -          | –               | 9               | 3               | 2               | 4               | 133    | 55     | 29     | 49     | 41,35      |
| 1942-1943          | Alessandria        | B                  | 32         | 11         | 6          | 15         | 11º        | CI              | 1               | 0               | 0               | 1               | 33     | 11     | 6      | 16     | 33,33      |
| 1944               | Alessandria        | A.It.              | 18         | 4          | 2          | 12         | 9º         | –               | –               | –               | –               | –               | 18     | 4      | 2      | 12     | 22,22      |
| Totale Alessandria | Totale Alessandria | Totale Alessandria | 50         | 15         | 8          | 27         | -          | –               | 1               | 0               | 0               | 1               | 51     | 15     | 8      | 28     | 29,41      |
| 1945-1946          | Milan              | DN                 | 40+2       | 19+1       | 8+1        | 13         | 3º         | –               | –               | –               | –               | –               | 42     | 20     | 9      | 13     | 47,62      |
| Totale Milan       | Totale Milan       | Totale Milan       | 110+2      | 40+1       | 31+1       | 39         | -          | –               | 4               | 3               | 0               | 1               | 116    | 44     | 32     | 40     | 37,93      |
| 1946-1947          | Chiasso            | PL                 | 22+4       | 12+3       | 5+1        | 5          | 1º         | CS              | 2               | 1               | 0               | 1               | 28     | 16     | 6      | 6      | 57,14      |
| 1947-1948          | Sampdoria          | A                  | 40         | 13         | 10         | 17         | 14º        | –               | –               | –               | –               | –               | 40     | 13     | 10     | 17     | 32,50      |
| 1948-1949          | Sampdoria          | A                  | 38         | 16         | 9          | 13         | 5º         | –               | –               | –               | –               | –               | 38     | 16     | 9      | 13     | 42,11      |
| 1949-1950          | Sampdoria          | A                  | 38         | 13         | 7          | 18         | 13º        | –               | –               | –               | –               | –               | 38     | 13     | 7      | 18     | 34,21      |
| set.-dic. 1950     | Roma               | A                  | 15         | 2          | 4          | 9          | Sost.      | –               | –               | –               | –               | –               | 15     | 2      | 4      | 9      | 13,33      |
| 1951-1952          | Chiasso            | A                  | 26         | 15         | 5          | 6          | 3º         | CS              | 3               | 2               | 0               | 1               | 29     | 17     | 5      | 7      | 58,62      |
| set.-ott. 1954     | Palermo            | B                  | 5          | 1          | 1          | 3          | sost.      | –               | –               | –               | –               | –               | 5      | 1      | 1      | 3      | 20,00      |
| feb.-mag. 1958     | Sampdoria          | A                  | 13         | 5          | 4          | 4          | sub. 12º   | –               | –               | –               | –               | –               | 13     | 5      | 4      | 4      | 38,46      |
| Totale Sampdoria   | Totale Sampdoria   | Totale Sampdoria   | 129        | 47         | 30         | 52         | -          | –               | –               | –               | –               | –               | 129    | 47     | 30     | 52     | 36,43      |
| nov. 1961-1962     | Chiasso            | B                  | 26+1       | 14+1       | 7          | 5          | 1º         | CS              | –               | –               | –               | –               | 27     | 15     | 7      | 5      | 55,56      |
| Totale Chiasso     | Totale Chiasso     | Totale Chiasso     | 74+5       | 41+4       | 17+1       | 16         | -          | –               | 5               | 3               | 0               | 2               | 84     | 48     | 18     | 18     | 57,14      |

## Palmarès

### Calciatore

#### Club
- Campionato italiano: 1 (revocato)

Torino: 1926-1927
- Campionato italiano: 1

Torino: 1927-1928

#### Nazionale
- Bronzo olimpico: 1

Amsterdam 1928
- Coppa Internazionale: 1

1927-1930

### Allenatore

#### Competizioni nazionali
- Serie B: 1

Liguria: 1940-1941
- Lega Nazionale B: 1

Chiasso: 1961-1962
- Prima Lega: 1

Chiasso: 1946-1947